# Tadeusz Chojnacki (biochemik)
Tadeusz Chojnacki (ur. 4 stycznia 1932, zm. 13 czerwca 2020) – polski biochemik, profesor nauk przyrodniczych w Instytucie Biochemii i Biofizyki Polskiej Akademii Nauk. Członek korespondent PAN od 1991 roku, członek rzeczywisty tej instytucji od 2003 roku.

## Życiorys
Jego specjalnością naukową są: ogólnie pojęta biochemia (w tym biochemia lipidów), analityka biochemiczna, fitochemia, preparatyka biochemiczna, zastosowanie izotopów promieniotwórczych w biologii i medycynie.
Stopień doktora nauk z zakresu biochemii uzyskał w 1961 roku, tytuł profesora – w 1973 roku.

## Prace naukowe
- On the Use of P-32-labelled Cytidine Diphosphate Bases for the in vitro Studies, 1964, „Acta Biochmica Polonica”, 11, 341 (współautor);
- Nowa metoda izotopowa w diagnostyce galaktozemii, 1969, „Polski Tygodnik Lekarski”, 17, 625 (współautor);
- Preparative Separation of Naturaly Occuring Polyprenols, 1975, „Analytical Biochemistry” 69, 114 (współautor);
- The Search for Polyprenols in Dendroflora of Vietnam, 2007, „Acta Biochimica Polonica”, 54, 727 (współautor)[3]

## Nagrody i odznaczenia
- Nagroda Naukowa Wydziału II Nauk Biologicznych PAN (dwukrotnie – 1970, 1985);
- Nagroda Polskiego Towarzystwa Biochemicznego im. J. Parnasa (1972);
- Nagroda Naukowa Prezesa Rady Ministrów za dorobek naukowy (2007);
- Krzyż Komandorski Orderu Odrodzenia Polski (2008);
- Medal im. L. Marchlewskiego Komitetu Biochemii i Biofizyki PAN (2002);
- Tytuł doktora honoris causa Karolinska Institutet, Sztokholm, Szwecja (1986),
- Medal im. Michała Oczapowskiego (2015)[3]